# Autocrítica (comunismo)

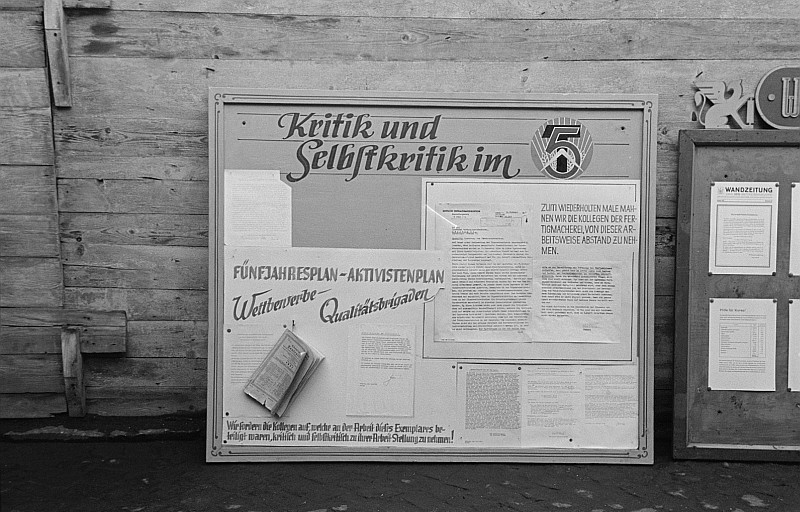
Periódico mural de fábrica de Alemania Oriental "Crítica y autocrítica en planes quinquenales".

La autocrítica (ruso: самокритика, samokritika; chino: 自我批评, zìwǒ pīpíng) es el reconocimiento público de los propios errores al que estaban obligados los miembros de los partidos comunistas ante las autoridades del partido y en su caso de los regímenes comunistas, iniciado durante el leninismo, pero que tiene su origen en la propia dialéctica marxista (método para resolver las contradicciones entendidas como la fuerza dinámica que conduce a la transformación de la realidad, de origen hegeliano, expresado en la tríada tesis-antítesis-síntesis) y en tradiciones marxistas posteriores, como el revisionismo de Eduard Bernstein.
El concepto de autocrítica es un componente de algunas escuelas de pensamiento marxistas. El concepto fue introducido por primera vez por José Stalin en su obra de 1925 Los fundamentos del leninismo  y luego ampliado en su obra de 1928 Contra la vulgarización del lema de la autocrítica. El concepto marxista de la autocrítica también está presente en las obras de Mao Zedong, fuertemente influenciado por Stalin, que dedicó un capítulo completo de El Pequeño Libro Rojo al tema.
En algunos estados comunistas, los miembros del partido que habían caído en desgracia con la nomenklatura a veces se vieron obligados a someterse a sesiones de autocrítica, produciendo declaraciones escritas o verbales detallando sus errores ideológicos y afirmando su renovada creencia en la línea del partido. Sin embargo, la autocrítica no garantizaba la rehabilitación política y, a menudo, los infractores seguían siendo expulsados del partido o, en algunos casos, incluso ejecutados.[cita requerida]

## Historia

### Unión Soviética
Según David Priestland, el concepto de "crítica y autocrítica" se originó durante las purgas de 1921-1924 de la academia dentro de la Unión Soviética. Esto finalmente se convertiría en la práctica de campañas de "crítica y autocrítica" en las que los intelectuales sospechosos de poseer tendencias contrarrevolucionarias fueron interrogados públicamente como parte de una política de "proletarización". Esta política se expandiría más allá de la academia a las esferas económicas de Rusia con gerentes y jefes de partido obligados a someterse a campañas de crítica popular.
José Stalin introdujo el concepto de autocrítica en su obra de 1924 Los fundamentos del leninismo. Más tarde ampliaría este concepto en su artículo de 1928 "Contra la vulgarización del lema de la autocrítica". Stalin escribió en 1928: "Creo, camaradas, que la autocrítica es para nosotros tan necesaria como el aire o el agua. Creo que sin ella, sin la autocrítica, nuestro Partido no podría avanzar, no podría revelar nuestra úlceras, no pudieron eliminar nuestras deficiencias. Y las deficiencias las tenemos en abundancia. Eso hay que admitirlo con franqueza y honestidad ".
Sin embargo, Stalin postuló que la autocrítica "se remonta a la primera aparición del bolchevismo en nuestro país". Stalin afirmó que la autocrítica era necesaria incluso después de obtener el poder, ya que no observar las debilidades "facilita las cosas a sus enemigos" y que "sin autocrítica no puede haber una educación adecuada del Partido, la clase y las masas". Vladímir Lenin escribió en Un paso adelante, dos pasos atrás (1904) que el Partido Obrero Socialdemócrata Ruso se dedica a "la autocrítica y la exposición despiadada de sus propios defectos". Lenin discutió además la idea en La enfermedad infantil del izquierdismo en el comunismo (1920), "admitiendo francamente un error, averiguando sus razones, analizando las circunstancias que lo originaron y discutiendo a fondo los medios para corregirlo ... esa es la marca de un partido serio". Lenin volvió a elaborar más detalladamente en una fecha posterior (1922) que los revolucionarios "se volvieron presumidos, no pudieron ver dónde estaba su fuerza y temieron hablar de sus debilidades. Pero no pereceremos, porque no tememos hablar de nuestras debilidades y aprenderá a superarlos ".
Según la historia oficial de la Revolución de Octubre y la Unión Soviética producida bajo Stalin, La Historia del Partido Comunista de la Unión Soviética (Bolcheviques), el concepto se describe brevemente en el capítulo duodécimo,

Para estar plenamente preparado para este giro, el Partido tenía que ser su espíritu motor y el papel de liderazgo del Partido en las próximas elecciones tenía que estar plenamente asegurado. Pero esto solo podría hacerse si las propias organizaciones del Partido se volvieran completamente democráticas en su trabajo diario, solo si observaran plenamente los principios del centralismo democrático en su vida interna del Partido, como lo exigían las Reglas del Partido, solo si todos los órganos del Partido fueran elegido, sólo si la crítica y la autocrítica en el Partido se desarrollaran al máximo, sólo si la responsabilidad de los órganos del Partido hacia los miembros del Partido fuera completa, y si los propios miembros del Partido se volvieran plenamente activos.
Tras la muerte de José Stalin en 1953, el sucesor del primer ministro soviético Nikita Khrushchev reafirmaría la dedicación ideológica del Partido Comunista de la Unión Soviética a los conceptos de "crítica y autocrítica" en la conclusión del discurso de 1956 ante el XX Congreso del Partido, denunciando también las políticas y acciones de Stalin.

## Maoísmo
En el maoísmo, se aplicaba conjuntamente con la reeducación por el trabajo (laogai o laojiao. Véase también reeducación), y fue extensamente utilizada durante la Revolución cultural. En la película El último emperador, de Bernardo Bertolucci, aparece el tema en varias escenas, que muestran los interrogatorios y técnicas mediante las que se termina consiguiendo que Pu Yi reniegue de su pasado y se convierta por su propia voluntad en un hombre nuevo socialista, pasando de emperador a jardinero.

## Autocrítica y penitencia católica
No conviene confundirlas, aunque muy habitualmente se señalan los innegables puntos en común entre la autocrítica marxista y el sacramento católico de la penitencia, así como con cada una de sus partes (examen de conciencia, dolor de corazón -acto de contrición o en su caso de atrición-, propósito de enmienda, decir los pecados al confesor -la confesión oral propiamente dicha-, y cumplir la penitencia -que suele incluir rezo de oraciones o prácticas piadosas, como pena a añadir a la reparación de la ofensa cometida-).
Más similitudes hay incluso con la práctica, común entre varias órdenes religiosas, de hacer penitencia pública ante toda la comunidad, durante la cual el penitente debe humillarse incluso físicamente.